# Гронянка проста
Гронянка проста (Botrychium simplex) — багаторічна трав'яниста рослина родини вужачкові (Ophioglossaceae), яка зростає в Європі й Північній Америці. Етимологія: лат. simplex — «простий».

## Рекомендований природоохоронний статус виду
Зниклий вид (extinct — EX).

## Загальна біоморфологічна характеристика
Безплідна рослина до 7,5 см завдовжки. Листова пластина від тьмяно-зеленого до яскраво-зеленого і до білувато-зеленого кольору, від лінійної по довгасто-яйцеподібної форми, від простих до 2(3)-перистих, м'ясисті, папероподібні чи трав'янисті. Спороноси довжиною до 10 см, в основному 1-перисті. 2n=90.

## Наукове значення
Рідкісний вид папоротеподібних, релікт пізнього плейстоцену. Перші знахідки сучасних європейських видів Botrychium для України відомі з верхнього (пізнього) плейстоцену – Botrychium cfr. boreale Milde (не присутній в сучасній флорі України). З раннього дріасу (біля 12,900 до біля 11,700 тис. р. т.) для України відомий B. simplex.

## Ареал виду та його поширення в Україні
Botrychium simplex має амфіатлантичний тип ареалу. Вид відомий в Європі від Фінляндії до Корсики та Піренеїв. Численні локалітети фіксувалися в Польщі та Німеччині, вид виявлений в Ісландії, Південній Гренландії, Північній Америці та Японії. У 2016 р. як новий для України вид гронянку просту (Botrychium simplex E.Hitchc.) виявлено в гербарії В. Черняєва (з м. Харкова), який зберігається в Інституті ботаніки НАН України ім. М. Г. Холодного (KW).
Інші країни зростання: Австрія, Ліхтенштейн, Білорусь, Чехія, Данія, Естонія, Фінляндія, Франція, Німеччина, Греція, Швейцарія, Іспанія, Ісландія, Італія, колишня Югославія, Латвія, Литва, Норвегія, Польща, Росія, Швеція, пд.-сх. Гренландія, сх. Канада, США.

## Чисельність та структура популяцій
Рослина має пульсуючий характер популяцій, спорофіти з’являються над поверхнею ґрунту не щороку. Досліджень стадій онтогенезу для B. simplex немає. Імовірно, вони такі аналогічні таким для B. lunaria. Чисельність відомих популяцій коливалася від кількох до десяти особин. Популяції виявлені у 2006 р. в Мінському районі Білорусі М. Джусом нараховували до 30 особ./1м2. 

## Причини зміни чисельності
Природними факторами скорочення чисельності можуть бути невідповідність сучасного кліматичного режиму вимогам для цього мікротермного виду, скуцесійна нестабільність та вплив рослиноїдних тварин. Єдиний локалітет B. simplex відомий в Україні знищений внаслідок антропогенної діяльності. В Польщі зникнення виду пов'язують з розвитком рекреації та приватної забудови придатних біотопів.

## Умови місцезростання
B. simplex для України відомий лише з долини р. Харків, зокрема з вологих прирічкових пісків з угрупованням Juncus capitatus Weigel. Інформація щодо його екологічних вимог з решти Європи також обмежена. В Польщі ця гронянка фіксувалася з кислих субстратів, без кальцію, часто над озерами. B. simplex є компонентом угруповання біловусників (Nardus stricta L.) та заростей вересу (Calluna vulgaris (L.) Hill.) Відповідно вид вважається характерним для порядків Nardetalia та Calluno-Ulicetalia. Спостерігався разом з Calluna vulgaris, Danthonia decumbens DC., Festuca ovina L. та Agrostis capillaris L. З подібних угруповань наводиться для Західної Європи. У Білорусі зростав на сухих та торф'янистих луках.

## Режим збереження популяції та заходи охорони
Botrychium simplex охороняється в Європі і занесений до Додатку І Бернської конвенції (охоронна категорія: вид підлягає особливій охороні).
Вид не знаходиться під охороною в жодному з наявних об'єктів природно-заповідного фонду України. Необхідне виявлення міць зростання B. simplex та оголошення їх об'єктами ПЗФ, а також заповідання потенційно-придатних для виду біотопів. Гронянка проста має бути також включена до Червоної книги України з категорією – зниклий вид (EX).

## Розмноження та розведення у спеціально створених умовах
Відомостей немає. 

## Господарське та комерційне значення
Деокративне